# Ķīpsala
Ķīpsala és una illa del país europeu de Letònia, en la riba esquerra del riu Daugava, connectada al centre de la ciutat de Riga i a Pardaugava a través del pont Vanšo. Kipsala està separada de la resta de Riga pel Daugava en l'est, Roņo dīķis en el nord, Zunda en l'oest i Agenskalna līcis en el sud.